# Emil Hlobil

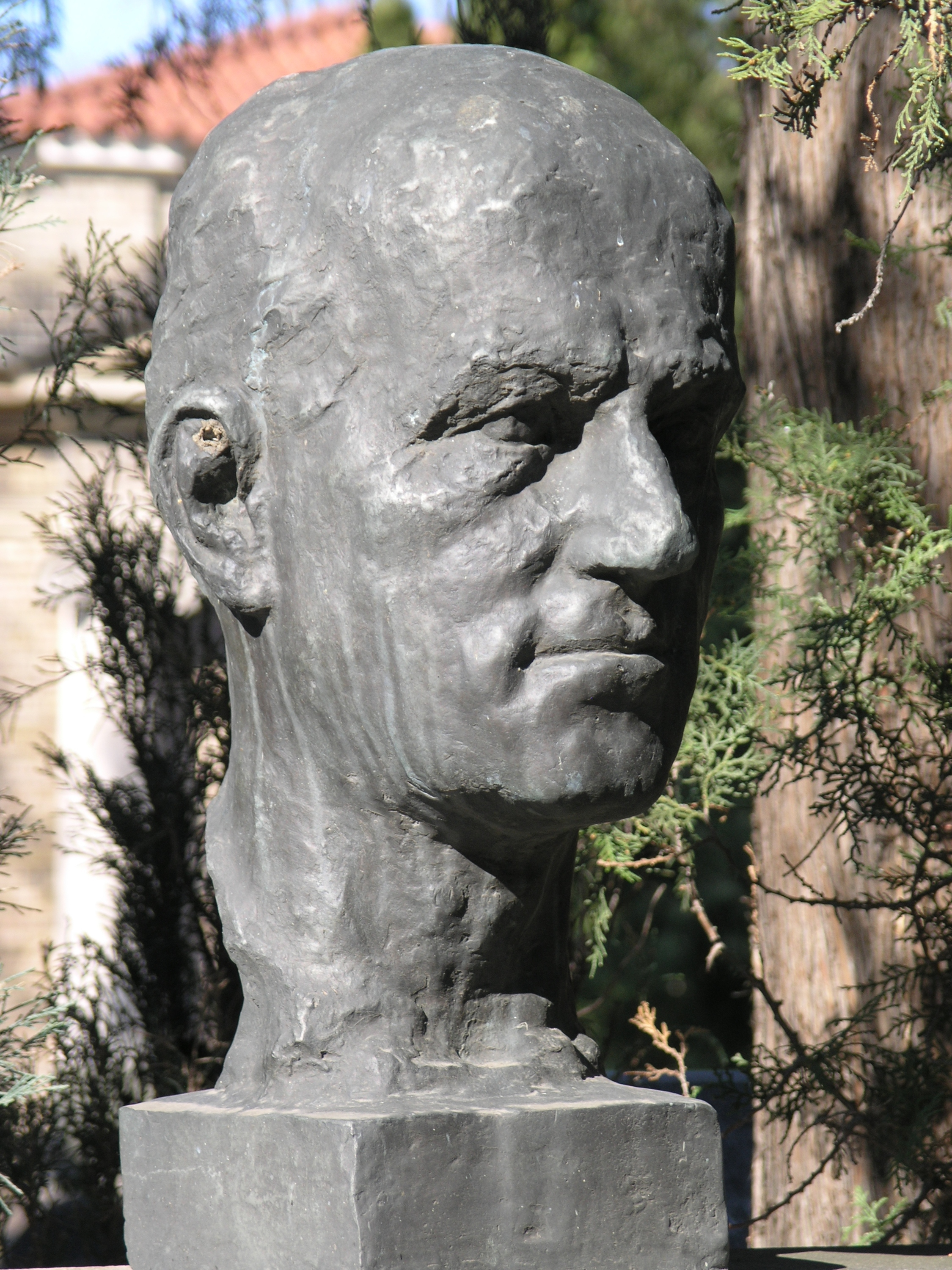
Emil Hlobil

Emil Hlobil (* 11. Oktober 1901 in Veselí nad Lužnicí, Königreich Böhmen; † 25. Januar 1987 in Prag, ČSSR) war ein böhmisch-tschechischer Komponist und Musikpädagoge.

## Leben
Hlobil studierte von 1924 bis 1930 bei Jaroslav Křička und Josef Suk am Prager Konservatorium, wo er von 1941 bis 1958 selbst unterrichtete. Danach war er Lehrer an der Akademie der musischen Künste in Prag. Zu seinen zahlreichen Schülern zählten Jiří Kalach, Milan Kymlička, Zdeněk Šesták, Jiří Dvořáček, Milan Iglo, Luboš Fišer, Otomar Kvěch, Jan Bůžek, Ivana Loudová, Zuzana Růžičková, Viktor Kalabis und Jindřich Feld.
Neben drei Opern und einem Ballett komponierte Hlobil Sinfonien, Instrumentalkonzerte und andere Orchesterwerke, Kammermusik, Vokalwerke, Klavier- und Orgelstücke.

## Bühnenwerke
- Anna Karenina (eigenes Libretto nach der Dramatisierung des Romans von Leo Tolstoi von Nikolai Wolkow), Oper, 1962
- Měšťák šlechticem (eigenes Libretto nach Molières Le Bourgeois gentilhomme), Oper, 1967
- Kráska a zvíře (Die Schöne und das Tier; Libretto von Milan Fridrich nach František Hrubín), Ballett, 1976
- Král Václav IV. (König Wenzel IV.; eigenes Libretto nach Arnošt Dvořák), Oper, 1981